# Juan Francisco Ordóñez
Juan Francisco Ordóñez (Santo Domingo, 4 ottobre 1961) è un chitarrista e compositore dominicano.
È considerato uno dei maggiori innovatori  della chitarra di bachata,  attraverso una fusione di blues, rock e jazz con  il suo stile musicale.

## Inizi
Juan Francisco Ordóñez nacque il 4 ottobre 1961 a Santo Domingo, Repubblica Dominicana. Trascorse gli anni della scuola al Colegio Dominicano De la Salle e studiò economia alla  Universidad Autónoma de Santo Domingo. Studiò chitarra con il professore Blas Carrasco e musica al conservatorio nazionale dominicano con Sonia de Piña.
Dal 1976 al 1977 iniziò la sua carriera musicale con il gruppo folk Convite, considerato fondamentale nel salvataggio e nella trasformazione del folclore dominicano negli anni '70.
Nei primi anni 80, all'età di 20 anni, formò con Luis Días la band  "Transporte Urbano" , la prima band di autentico rock  dominicano . Ordóñez è stato chitarrista di questa band per più di 25 anni.
Nel 1985, Ordóñez viene invitato a Mosca, realizzando numerose esibizioni con Luís Días  e Patricia Pereira, una cantante dominicana di jazz più conosciuta.
Sempre nel 1985, Ordóñez fonda la sua band OFS, trio di chitarra, basso e batteria con Guy Frómeta (batterista) ed Héctor Santana, ex bassista di Transporte Urbano. Nel 1986, questo gruppo venne invitato a Perù, con la cantante dominicana Sonia Silvestre, alla prima edizione del “Festival de la Nueva Canción Latinoamericana”.
Negli anni 90 forma Trilogía, un trio di fusione della musica dei Caraibi, blues e jazz con Héctor Santana e il percussionista  Chichí Peralta  .
Attualmente è direttore musicale di La Vellonera, gruppo che accompagna a Víctor Víctor, cantautore dominicano di fama internazionale 

## Lavoro professionale
Ordóñez ha sviluppato un lavoro come strumentista  e come arrangiatore e direttore de commerciali, cantanti e musica per film, come nel  cortometraggio   Frente al mar  (su una storia di  la scrittrice  dominicana  Hilma Contreras)  e   Bitter Sugar” di Leon Ichaso.
Ordoñez ha lavorato come chitarrista di studio e nella “performance live” per numerosi artisti e gruppi della Repubblica Dominicana, Latinamerica e della Spagna. Ha partecipato di “ jam sessions” con musicisti di jazz, come Paquito D'Rivera, Don Cherry e Charlie Haden.
Inoltre  ha lavorato come  insegnante di chitarra per varie generazioni dei chitarristi dominicani.

## Discografia
- Trilogía , 1988, su cassette. Pubblicato nel 2004 come CD per Patín Bigote [8]
- Cabaret Azul , coproduzione con la cantante Patricia Pereyra pubblicato su cassette nel 1989 e su CD nel 1999, TEREKE Produzioni [9]
- Radio Recuerdo , pubblicato nel 2001. Fondazione Madora.[5]

Nel 2005 ha collaborato come produttore artistico, arrangiatore e chitarrista  nel album  Bachata entre amigos , una produzione musicale di Víctor Víctor con la partecipazione de Joaquín Sabina, Joan Manuel Serrat,  Silvio Rodríguez, Pablo Milanés, Fito Páez Pedro Guerra, e Víctor Manuel, tra gli altri. .